# Reményi Katalin
Reményi Katalin (Budapest, 1955. április 3.–) magyar ötvösművész, designer, a Remy Art Ötvösművészeti Alkotóház Alapítvány alapító tagja.

## Életpályája
1975-ben fejezte be tanulmányait az Iparművészeti Főiskola ötvös szakán, majd 1976-78-ig dolgozott az Órások Szövetkezetében aranyművesként. 1978-ban mestervizsgát tett, majd szabadfoglalkozású iparművészként dolgozott tovább.
Több sikeres külföldi kiállítás után 1980-ban sikerült létrehoznia először sajátos technikával készült ékszereit. Ennek a neve levegő-granuláció.
Az 1979-ben készült "Másfélmillió lépés Magyarországon" (rendezte: Rockenbauer Pál ) című 14 részes sorozat első epizódjában szerepel.
1990-től egyéni tanítványokkal foglalkozott, majd 1993-ban alapította a Remy-Art Gallerie Oktatói Bt.-t, amely több tucat tanulónak adott helyet, szakoktatást és elismert képesítést.
1996-ban alapította a Remy-Art Nemzetközi Ötvösművészeti Alkotóház Alapítványt, amely az iskolát volt hivatott fenntartani. Ez az alapítvány egy évvel később megrendezte az Első Nemzetközi Ötvös Találkozó és Művészeti Seregszemlét, amely nagy visszhangot aratott a szak- és  hazai berkeiben. A második ilyen biennálé 1998-ban került megrendezésre. Tanítványai mára már maguk is elismert ötvösmesterek.
Az ötvösiskolát anyagi okok miatt meg kellett szüntetni, de a művésznő azóta is fogad magántanítványokat.
1999-ben elnyerte az Instituto Vargas Intézet nevű ecuadori alapítvány több hónapos ösztöndíját.
2002 májusában felkérést kapott, hogy a Millenáris Álmok álmodói c. kiállítására készítse el Atlantisz makettjét. Az eredeti visszakerült azóta az Iparművészeti Múzeum tulajdonába.

## Kiállításai
- 1978 NSZK, München, Nemzetközi Ékszerkiállítás

Vasutas Dolgozók Művelődési Háza
A Fiatal Művészek Klubja
- 1979 Kiskörösi Művelődési Központ
- 1983 Csók Galéria
- 1986 Kemenesaljai Művelődési Központ
- 1987 Kalocsai Művelődési Központ

Tokió Nemzetközi Gyöngy-Ékszer Verseny
Szolnoki Aba-Novák Terem
- 1988 Csók Galéria
- 1993 ARTREVUE - BUDAPEST '93 Nemzetközi Iparművészeti és

Formatervezői Kiállítás és vására
- 1996 HAUTE COUTURE Automne-Hiver Créée par Attila Tóth
- 1998 Caracas, Simón Bolívar Egyetem - Sala Exposiciones de Comunicaciones Multimedias Atrium
- 2003 Budapest Mednyánszky Terem
- 2004 Elegance & Prestige Kiállítás, Brüsszel

## Külső hivatkozások
https://web.archive.org/web/20090421071603/http://www.artnet.hu/kortarsak.htm